# Aurotioprolo
L'aurotioprolo sodico è un farmaco antinfiammatorio compreso nella categoria dei farmaci antireumatici modificanti la malattia, impiegato nel trattamento dell'artrite reumatoide.
Viene somministrato per via intramuscolare. 